# Molophilus lancifer
Molophilus lancifer är en tvåvingeart som beskrevs av Alexander 1953. Molophilus lancifer ingår i släktet Molophilus och familjen småharkrankar. Inga underarter finns listade i Catalogue of Life.